# 斯科特·亚当斯
斯科特·雷蒙德·亚当斯（Scott Raymond Adams，1957年8月8日—），美国漫画家，主要作品有《呆伯特》。此外，他在讽刺文学、评论文学和商业等许多领域内也颇有建树。在90年代经济紧缩时期，《呆伯特》系列成为了这个时代最具美国特色的作品，随后在世界范围内也产生了极大影响。凭借呆伯特带来的成功，亚当斯在1995年从职业工薪阶层成功转职成了职业漫画家，呆伯特系列一般是用讽刺性的笔调描写了都市小白领在大企业工作时遇到的各类事情。2023年因發表歧視美國黑人言論而遭到多家美國媒體宣佈斷絕合作。

## 早年
斯科特·亚当斯于1957年出生在纽约州温德姆。从小就喜欢看《花生漫画》的他6岁起就开始画漫画， 然后又迷上了疯狂杂志，并且在11岁时靠着自己的作品赢得了一个比赛的第一名。 到了1968年，他开始学习法律，因为他申请的艺术学校拒绝了他。1975年亚当斯以学生代表的身份在温德姆-艾士兰-朱厄特中央学校（共39个班）毕业典礼上发表讲话，然后他就在哈特威克学院拿到了经济学学士学位。 在快毕业那年的一个雪夜里，亚当斯的车抛锚了。在发誓永远不想再见到给他带来了如此麻烦的雪花后，毕业后的亚当斯搬到了加州。

## 职业生涯

### 白领上班族
1979至1986年間，亚当斯在旧金山的克罗克国家银行同电信工程师们一起工作。干了四个月的出纳之后，他决定去上管理学的课程，因为这短短四个月之中他就被威胁了两次。 仅仅这一年内他的身份就变了多次：管理学学生、程序员、预算分析师、商业放贷人、产品经理和监督。在向公司高层作报告的时候，他常常会把漫画作为展示的手段。 1986年，亚当斯在加大伯克利分校获得了MBA文凭。
亚当斯正是在这段时间创造出了呆伯特这个人物，名字来源于他的前上司麦克·郭德温（Mike Goodwin）。 狗伯特（Dogbert），原名呆狗狗（Dildog），名字则稍微借鉴了一下亚当斯去世的宠物狗Lucy。 可后来的发展并不尽如人意，亚当斯寄给诸如《纽约客》和《花花公子》等杂志的各类漫画（也有非呆伯特系列）全都被退了回来。虽然前途看似一片灰暗，一封读者来信使一度想放弃的亚当斯有了继续创作漫画的勇气。
自1986至1995年中，亚当斯都在太平洋贝尔电话公司工作，而这段时间他所遇到的人和事为他完善呆伯特系列的人物提供了极好的材料。第一份呆伯特漫画由联合传媒于1989年发行，这时的亚当斯仍然在太平洋贝尔工作。呆伯特为他带来的第一笔收入是一张月度版税支票，368.62美元。然后呆伯特便越来越成功，1991年有100家报纸印刷，而到了1994年这个数字翻了4倍。亚当斯认为他的成功或许很大程度上是因为他把自己的电邮地址放在了漫画上，然后有用的读者来信又让他的创作灵感不致枯竭。

### 全职漫画家
凭借《呆伯特》一作就占领了800家报纸的版面，亚当斯无疑是成功了。1996年《呆伯特法则》出版了，这是亚当斯的第一本商业类书籍。1997年，罗技CEO皮耶路易吉·札帕科斯塔邀请亚当斯，于是他就戴着假发和假胡子，成功地装成一个管理顾问，并且让罗技的管理层通过了一个任务报告，虽然亚当斯认为这个报告“既复杂透顶又没有任何实际意义”。 那年他获得了国家漫画家协会（NCS）的鲁本奖——授予当年杰出的漫画家；和1997年的业界最高的荣誉——最佳报上漫画奖。1998年，《呆伯特》系列又有了一个电视系列节目，但在2000年结束。千禧年后呆伯特已经在57个国家地2000家报纸上以19种语言发行。
 最后，电话来了。“你就是第一。”我没有开香槟。我只是去追求更加“特别”的东西，并且享受完成它们时给我带来的成功感觉。很明显，心里使我不懈努力的东西正是让我无法满足的东西。
 — 斯科特·亚当斯， 呆伯特的博客
亚当斯还是《巴比伦5号》的狂热粉丝，还在其第四季的"转型时刻"饰演了一个叫"亚当斯先生"的角色，雇了前保安总长迈克尔·嘉里巴蒂去找他狂妄的猫和狗。他还在《NewsRadio》第三季客串过一个小角色，那集内容正是马修·布洛克（安迪·迪克）变成了呆伯特的狂热粉丝。亚当斯被称作“一眼就能像戴夫和乔的家伙”（"Guy in line behind Dave and Joe in first scene"） 本集的后半部分戴夫·纳尔逊（戴夫·弗利）雇了一个演员去整蛊亚当斯，借此来让马修回站上工作。
亚当斯还是斯科特·亚当斯食品公司的CEO，公司生产呆呆卷饼（一种素食墨西哥卷饼）和蛋白质大厨等食品；他也是普莱森顿Stacey 咖啡厅的合伙人。他对食物的兴趣基本来源于他的素食主义习惯。2011年11月16日，亚当斯在博客上宣称他准备以独立候选人身份竞选美国总统。

## 个人生活
亚当斯是国际科学与数字传媒学院的成员，也是门萨前会员。最近，亚当斯的身体出现了两个比较重要的问题。2004年末至今，局灶性肌张力障碍一直在影响他的创作，使得他在画较长的图的时候会很困难，不过现在他用数码绘图板创作，所以也不会有太大的问题。他还有间歇性发声困难，这可能正是导致他的声带无法正常发声的原因。本已恢复了的他在2008年7月又去做了改变神经连接的手术。手术很成功，所以现在的亚当斯已经可以完全正常地发声了。亚当斯是一个素食主义者，也是一个受过训练的催眠师。 他把自己的成功归因于自我肯定，呆伯特的成功，考试的94分和其他看似不可能的成功都源于他的自我肯定。他说自我肯定给他专注力。《对牛弹琴》漫画的作者斯蒂芬·帕斯迪斯笑亚当斯是一个彻头彻尾的漫画家，暗指了亚当斯在美国漫画界的元老地位。亚当斯和雪莉·迈尔斯于2006年结婚，现居于普莱森顿。亚当斯热心于政治。07年他称迈克尔·布隆伯格将会是一个很好的总统候选人。
2008年总统选举前，亚当斯说“在社会事务方面，我支持自由党人，除了那群疯子，” 但在2011年12月他又有言论表示如果自己是总统，绝对会按照比尔·克林顿说的做，因为“会把政治领入一个较为理智的中间立场。”
2012年10月17日，他在博客上写道“虽然我不赞成罗姆尼的大部分政治主张，我还是支持他成为总统。”

## 争议
2011年3月，由于男性权利组织在其博客选择新话题时的强烈攻势，亚当斯在博客上写了一篇关于男性权利的话题。博文中亚当斯称男性对待女性不同和他们对待小孩与智力障碍者不同的原因是一样的——因为这样会更有效率。这条博文造成了及其激烈的反应并被指责有厌女症的偏见。亚当斯删掉了这篇博文后的几周仍然不能使争议消退。 为了平息争论和指责，亚当斯重发了博文并且配上了解释。 他回应说其实这段话根本是另一种意思，它使用的是讽刺手法而非陈述，但部分读者却未解其意。 他认为这条博文在两派（男权和女权）间引起的轰动仅仅证明了他前面说的：“任何有感情因素的话题中维持争论的理性都是不可能的。”
2011年4月，他在Metafilter thread上用马甲来回击攻击他的言论。